# Ljubo Miloš
Ljubomir « Ljubo » Miloš (25 février 1919 - 20 août 1948) est un haut fonctionnaire public croate membre du mouvement nationaliste Oustachis de l'État indépendant de Croatie pendant la Seconde Guerre mondiale.  
Il a servi comme commandant du camp de concentration de Jasenovac et de Lepoglava (en) à plusieurs reprises au cours duquel il fut responsable de diverses atrocités commises pendant la guerre. Fuyant la Yougoslavie en mai 1945, Miloš s'est réfugié en Autriche à la fin de la guerre, avant de retourner en Yougoslavie deux ans plus tard avec l'intention de déclencher un soulèvement anticommuniste. Il fut cependant rapidement arrêté par les autorités yougoslaves et inculpé de crimes de guerre. Reconnu coupable de tous les chefs d'accusation, il fut pendu en août 1948. 